# Stenothesilea cylindroformis
Stenothesilea cylindroformis is een keversoort uit de familie zwartlijven (Tenebrionidae). De wetenschappelijke naam van de soort is voor het eerst geldig gepubliceerd in 1951 door Hans Kulzer.